# 克朗戴克 (印第安納州)
克朗代克（英語：Klondyke）是位於美國印地安納州弗米利恩縣的一個非建制地區。該地的面積和人口皆未知。

## 地理
克朗代克所處的海拔為高於海平面183米（即600英呎），而該地所採用的時區為UTC-5，即北美東部時區（EST）。同時該地設有夏令時間，為UTC-5調快一小時，即UTC-4（EDT）。